# Cyclamen purpurascens
Il ciclamino delle Alpi (Cyclamen purpurascens Mill., 1768) è una pianta erbacea appartenente alla famiglia delle Primulacee.

## Etimologia
Il nome del genere (Cyclamen) deriva dalla parola greca kyklos (= cerchio); forse in riferimento alle radici tuberose rotonde; l'epiteto specifico (purpurascens) deriva dal colore di alcune sue parti (come i peduncoli fiorali).
In tempi moderni è stato il botanico francese Joseph Pitton de Tournefort (1656 – 1708) a introdurre per primo il termine Cyclamen, introduzione avallata successivamente dal botanico e naturalista svedese Linneo nel 1735.
Gli inglesi chiamano comunemente questa pianta con il nome di Cyclamen; i tedeschi la chiamano Europäisches Alpenveilchen; mentre i francesi la chiamano Cyclamen pourpre.

## Descrizione

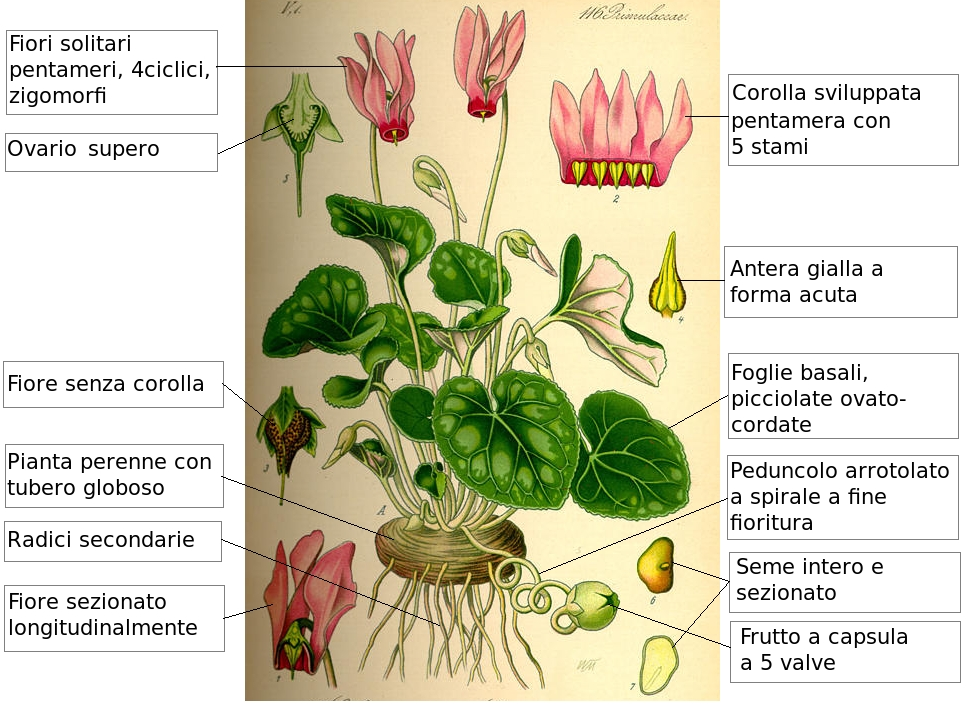
Descrizione delle parti della pianta

Cyclamen purpurascens è una specie molto rustica, alta dai 5 ai 12 cm. La forma biologica è del tipo geofita bulbosa (G bulb): sono piante il cui organo perennante è un bulbo, dal quale ad ogni nuova stagione nascono foglie e fiori tutti basali.

### Radici
Le radici sono secondarie fuoriuscenti tutt'attorno ad un tubero (bulbo) arrotondato.

### Fusto

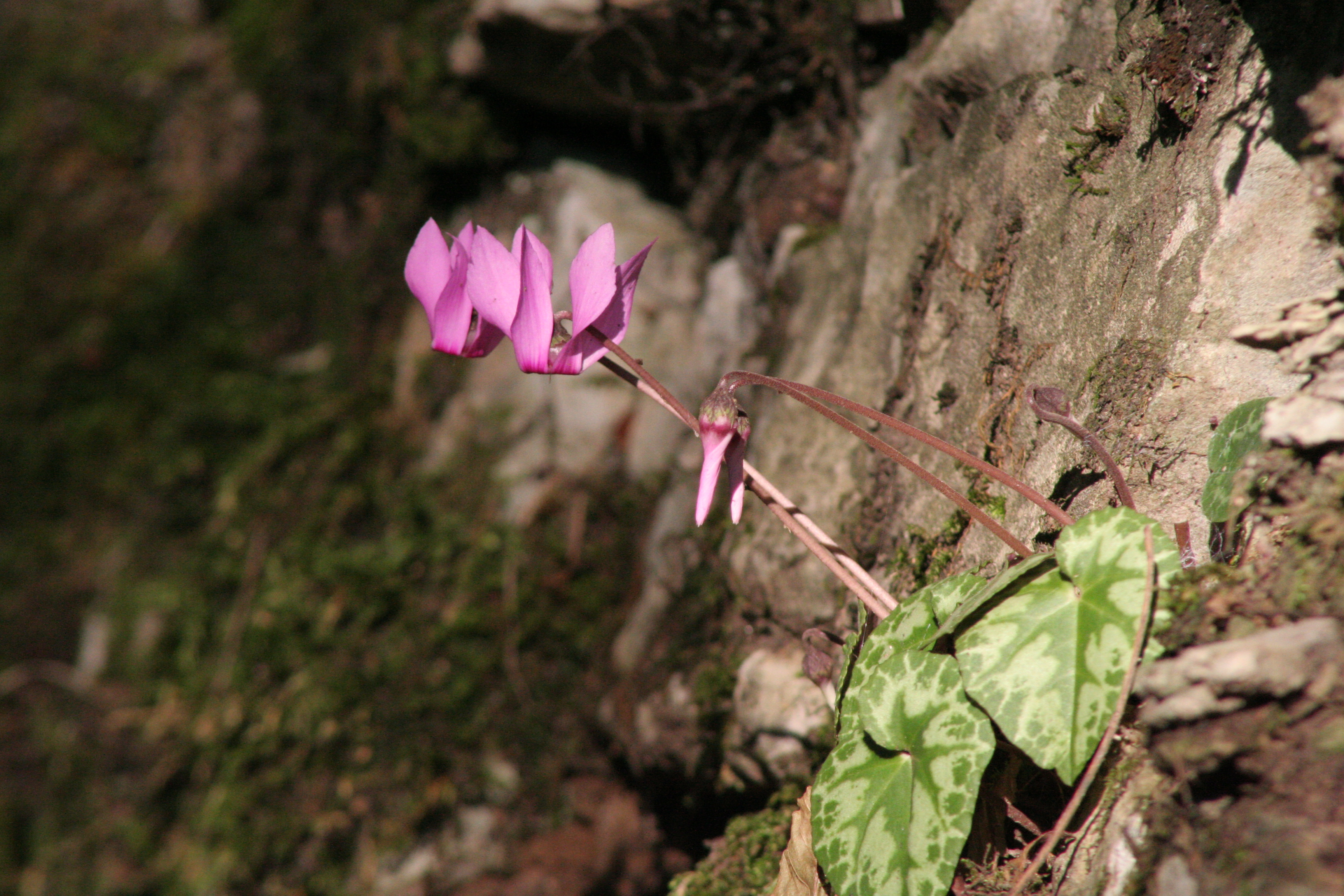
Il portamento
Località Carmegn (BL) 465 m s.l.m. 31/08/2007

- Parte ipogea: la parte interrata del fusto è un tubero subsferico a volte cavo, di consistenza sugherosa di colore marrone – grigiastro. Dimensione del tubero 3 – 5 cm.
- Parte epigea: la parte aerea consiste in uno scapo fiorale semplice e senza foglie.

### Foglie

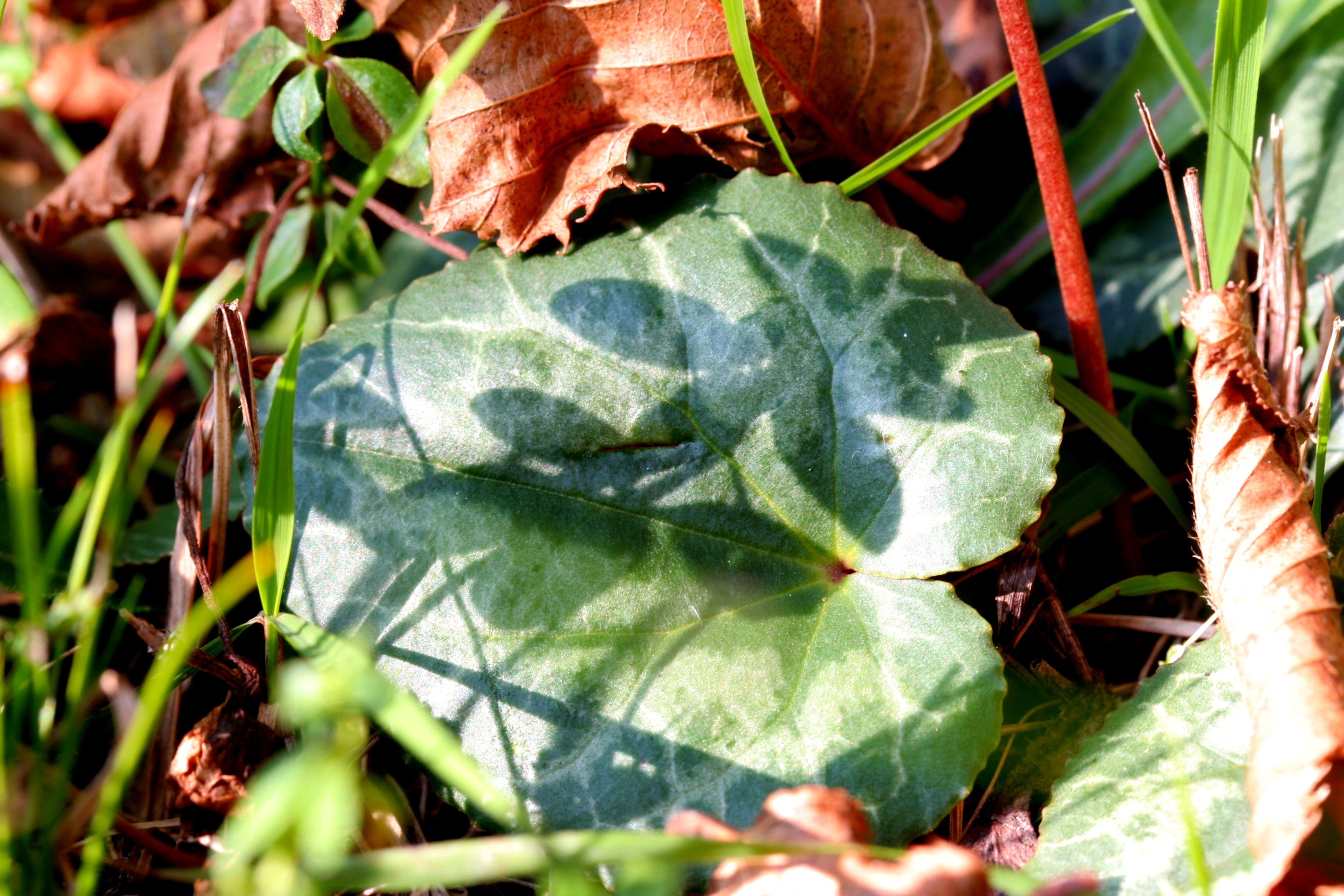
La foglia
Località Barp (BL) 700 m s.l.m. 14/10/2007

Le foglie (poche), tutte basali, picciolate e senza stipole, hanno la forma ovato – cordata (cuoriforme con alla base della foglia un'insenatura profonda 1 cm) o largamente reniforme ad apice ottuso. Il margine è liscio o debolmente dentellato (regolarmente crenulato). La lamina fogliare superiore è verde scuro variegata d'argento (macchie chiare quasi bianche) e pubescente, mentre di sotto presenta dei riflessi porporini-rossastri. La consistenza della foglia è un po' carnosa. Le foglie sono inoltre persistenti alla fioritura e durano a lungo. Il picciolo è pubescente e rossastro. Dimensione del picciolo: 3 – 6 cm; diametro delle foglie: 2 – 5 cm.

### Infiorescenza
L'infiorescenza è solitaria con peduncoli rossastro – marroni lievemente pubescenti. Il peduncolo è lievemente ricurvo e si arrotola a spirale (o elica) alla fine della fioritura, durante la maturazione del frutto; in questo modo i frutti si avvicinano al suolo agevolando l'interramento dei semi. Dimensione del peduncolo 5 – 12 cm.

### Fiori

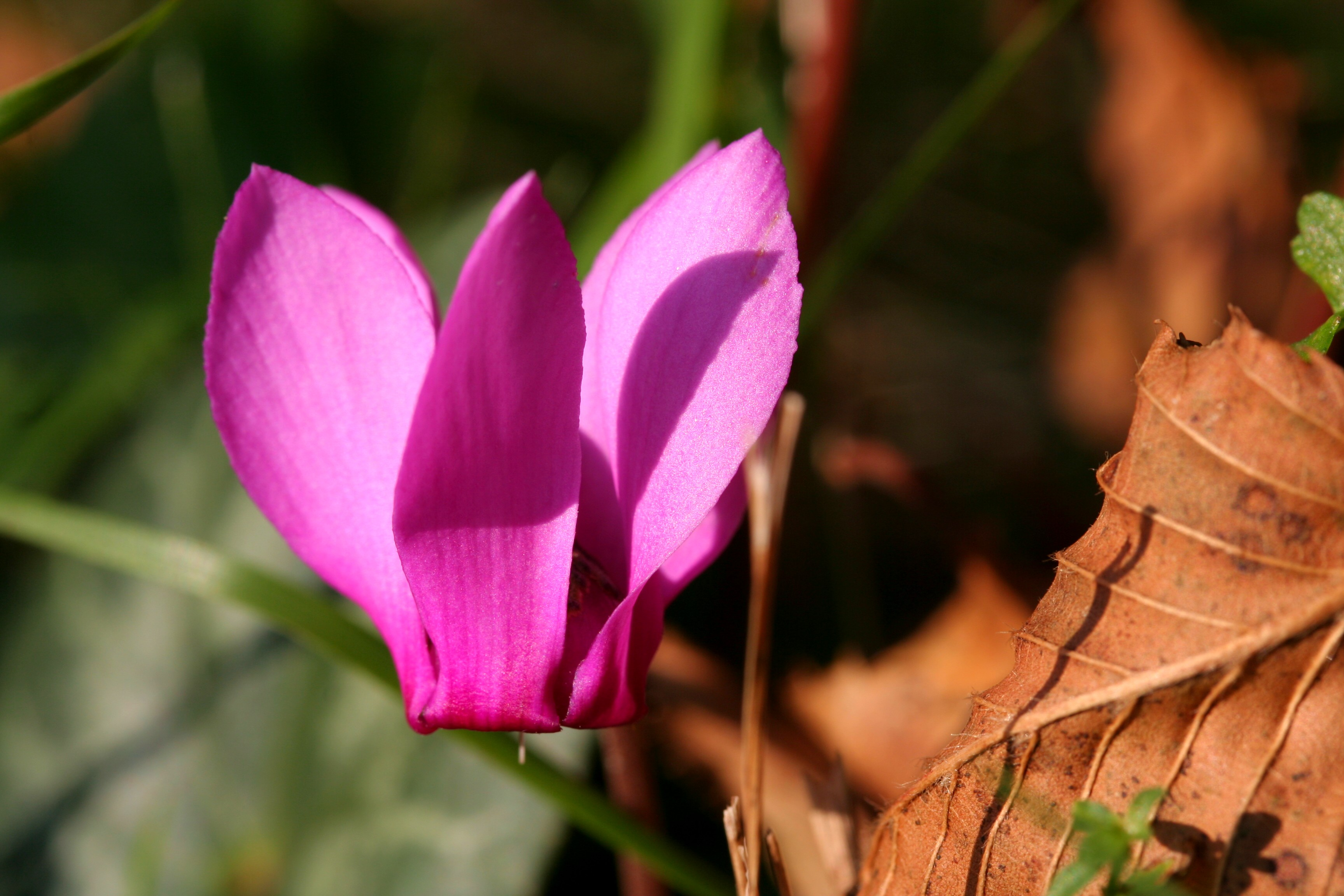
Il fiore
Località Barp (BL) 700 m s.l.m. 14/10/2007

I fiori sono solitari ed hanno un colore carminio (roseo – porporino quasi violaceo) e sono molto profumati; la fauce della corolla è più scura. I fiori sono zigomorfi, pentameri (calice e corolla con 5 elementi) e tetraciclici (formati da quattro elementi: calice – corolla – androceo - gineceo). Del fiore la parte persistente è il calice a sostegno del frutto. Dimensione dei fiori: 2 cm.
- Formula fiorale:

K (5), C (5), A 5, G (5)
- Calice: il calice è gamosepalo ed è formato da 5 lacinie triangolari.
- Corolla: la corolla è simpetala (o gamopetala); il tubo della corolla è breve, i 5 lobi sono lunghi quanto il fiore e sono ripiegati all'indietro. Dimensioni del tubo: larghezza 4 mm, lunghezza 6 mm; dimensione dei petali: larghezza 5 – 6 mm, lunghezza 18 – 20 mm.
- Androceo: gli stami sono 5 a disposizione opposta ai petali della corolla;le antere sono giallo-rosse e di forma acuta e riunite all'apice a forma di piramide.
- Gineceo: l'ovario è supero formato da 5 carpelli saldati tra di loro; lo stilo è unico con uno stimma semplice e sporge pendulo di 5 mm dalla corolla.
- Fioritura: la fioritura va da giugno a settembre.
- Impollinazione: l'impollinazione è entomogama.

### Frutti

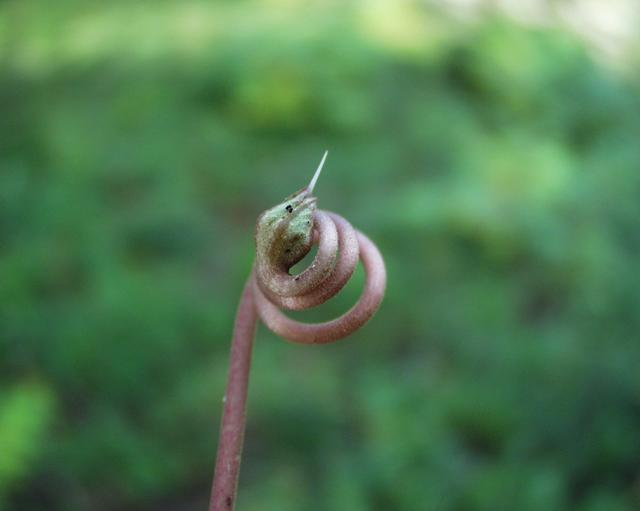
La fruttificazione

Il frutto è una capsula sferica uniloculare deiscente. I semi contenuti nel frutto sono più o meno tondi; raggiungono la maturità dopo un anno dalla fioritura.

## Distribuzione e habitat
- Geoelemento: il tipo corologico (area di origine) è Orof. NE-Medit. (europeo montano nord orientale - zone montane gravitanti attorno al bacino del Mediterraneo superiore); è quindi in genere una specie spontanea, tipica dei boschi submontani e montani delle zone temperate del globo.
- Distribuzione : sulle Alpi è comune (ma spesso ne è proibita la raccolta); si trova anche nelle zone montane dell'Europa centrale e meridionale.
- Habitat: in Italia, l'habitat tipico di questo fiore sono i boschi ombrosi (misti a faggete), cespuglieti, luoghi erbosi su terreni leggeri; ma anche carpineti, querceti e betuleti. Il substrato è calcareo (ma anche calcareo-siliceo), con pH basico e un medio contenuto nutrizionale del terreno con valori medi di umidità.
- Distribuzione altitudinale: dal piano collinare (o planiziale - 0 m s.l.m.) a quello alpino fino a 1900 m s.l.m., passando quindi per i piani montani e subalpini.

## Fitosociologia
Dal punto di vista fitosociologico la specie di questa scheda appartiene alla seguente comunità vegetale:
Formazione : comunità forestali;
Classe : Carpino-fagetea;
Ordine : Fagetalia-sylvaticae
Alleanza : Tilion-platyphylli

## Tassonomia
Il genere Cyclamen non è molto numeroso, circa 20 specie, di cui solo tre presenti nella flora italiana allo stato spontaneo; C. purpurascens è l'unica che si trova sulle Alpi italiane.

### Specie simili
- Cyclamen hederifolium Aiton – Ciclamino napoletano: fiorisce dopo il “Ciclamino delle Alpi” (fine estate – inizio autunno); il colore dei fiori è più chiaro e sono inodori; differisce in modo particolare per le foglie che sono simili a quelle dell'edera e per il fatto che queste ultime si fanno vedere solo dopo la fioritura. Si trova nel resto della penisola (centro – sud – isole) rispetto alle zone del “Ciclamino delle Alpi”.
- Cyclamen repandum S. & S. - Ciclamino primaverile: anche questa specie non frequenta le stesse zone della specie della presente scheda e fiorisce in anticipo (aprile – maggio). Le foglie sono più acute (quasi triangolari). Anche questo fiore è inodoro.

## Usi

### Farmacia
Sembra che nell'antichità le sostanze contenute nel tubero servissero come medicina abortiva. Nei trattati di medicina popolare del XVIII secolo si trova scritto che la radice del “Ciclamino d'Europa” (così veniva chiamato il Cyclamen purpurascens) era considerata un purgante molto violento consigliata per i malanni più gravi. In un manuale sulle piante medicinali, un certo Pomini, c'informa che i tuberi di queste piante hanno proprietà emmenagoghe (regola il flusso mestruale), vermifughi (elimina i vermi intestinali) e purganti. Ma tutti sono d'accordo nel consigliarne un uso moderato in quanto le radici sono anche tossiche.

### Cucina
In cucina non si deve usare: è una pianta velenosa. 

### Giardinaggio
È senz'altro una delle piante alpine più usate nel giardinaggio, soprattutto nei gradini rocciosi che imitano il sottobosco. Vengono anche coltivate in vaso come piante da balcone. La moltiplicazione avviene per divisione e interramento dei bulbi; operazione da farsi alla fine dell'estate. Le zone preferite sono quelle a mezz'ombra con terra di bosco (non troppo concimata) mista a sabbia. Le annaffiature devono essere regolari in modo che il terreno si mantenga costantemente umido e fresco, ma non bagnato.

L'utilizzo di queste piante nei giardini si perde nel tempo; basta ricordare che nell'antichità si piantavano i Ciclamini nei giardini davanti alle case per allontanare i serpenti ma anche per allontanare i malefici (così si credeva e così ci racconta Plinio il Vecchio). Mentre le prime documentazioni certe della coltivazione orticola di questa specie sono del 1596.

## Galleria d'immagini

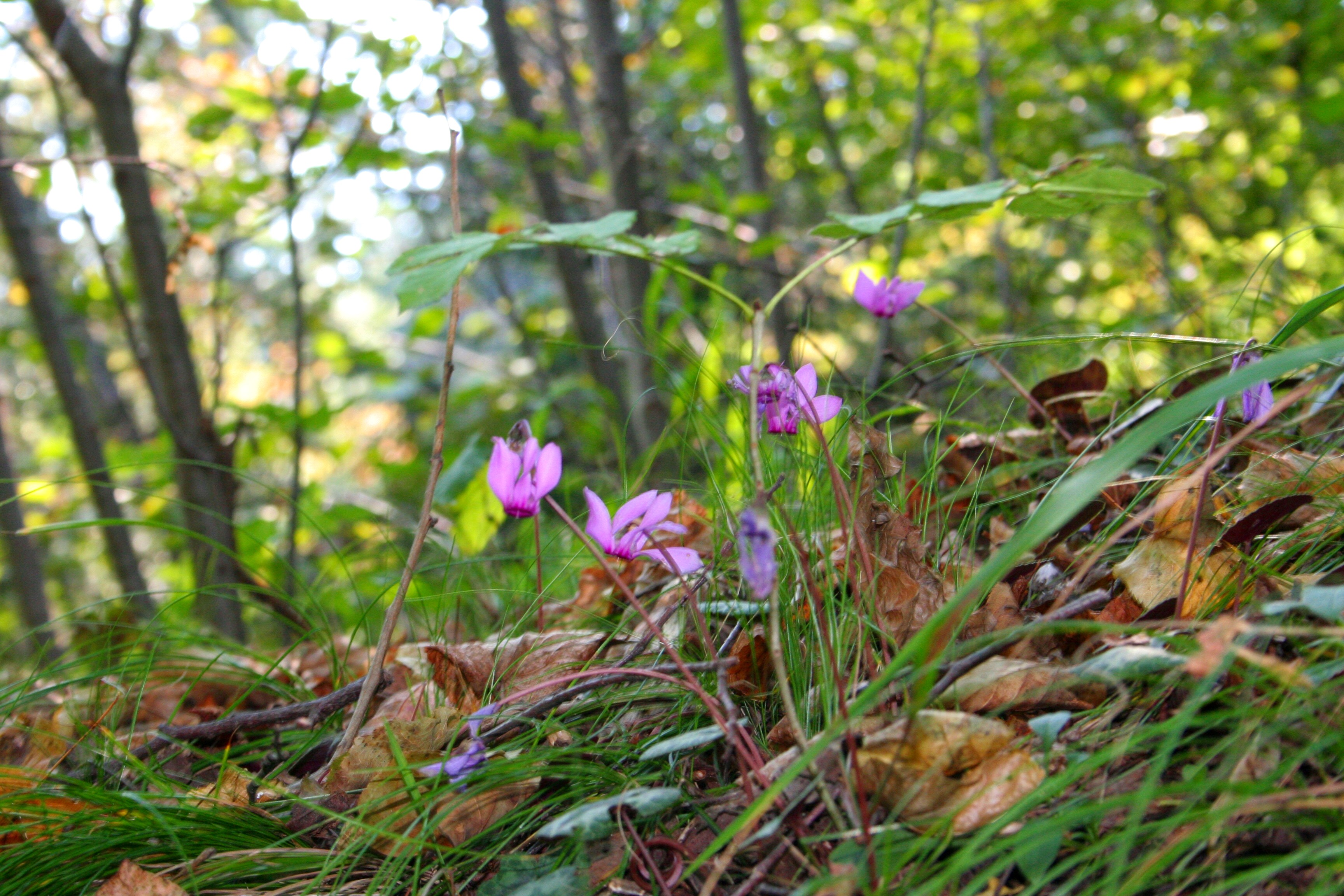
Località Tisoi (BL) 660 m s.l.m. 16/09/2007
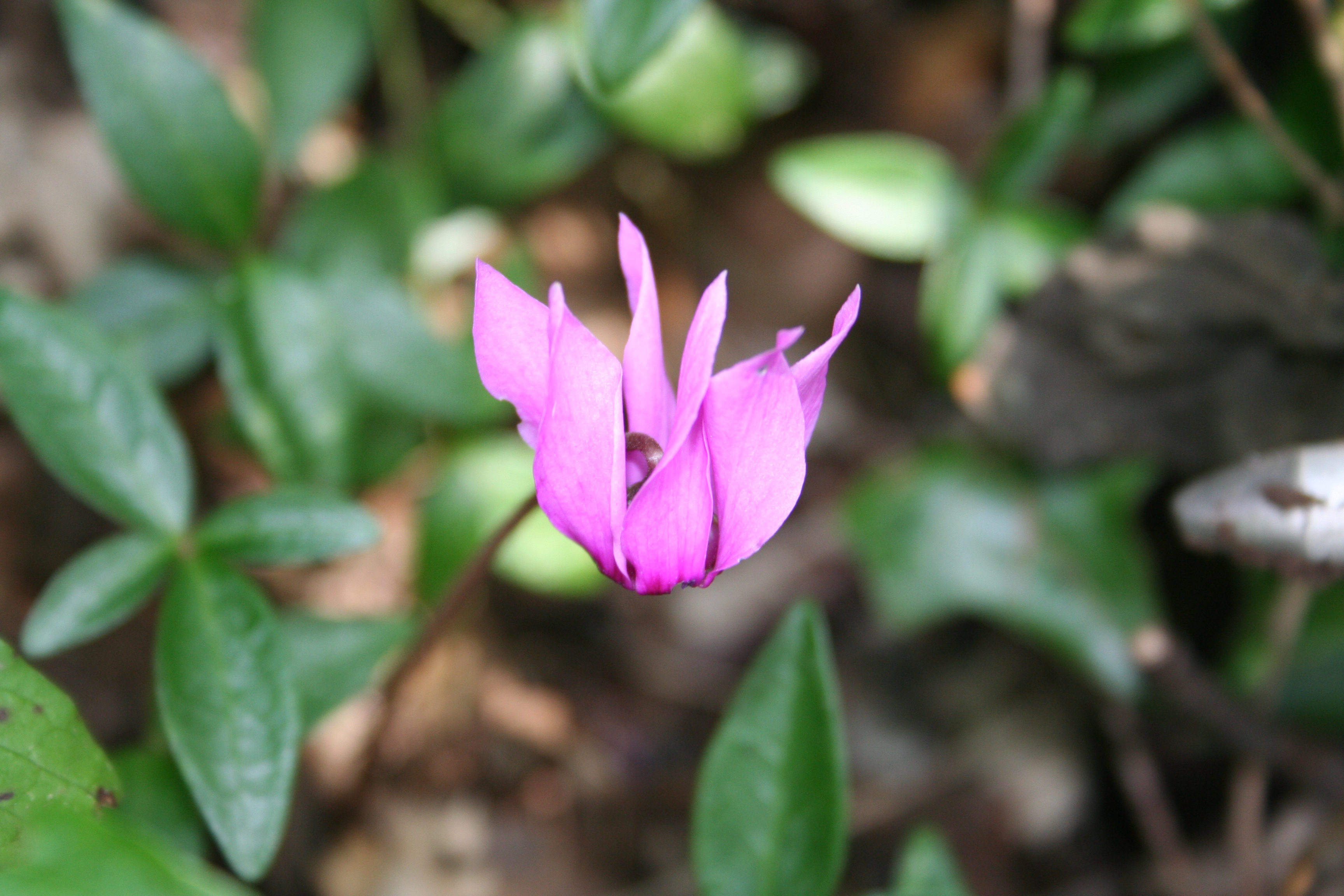
Località Casera Monte Gal - Limana (BL) 920 m s.l.m. 24/08/2006
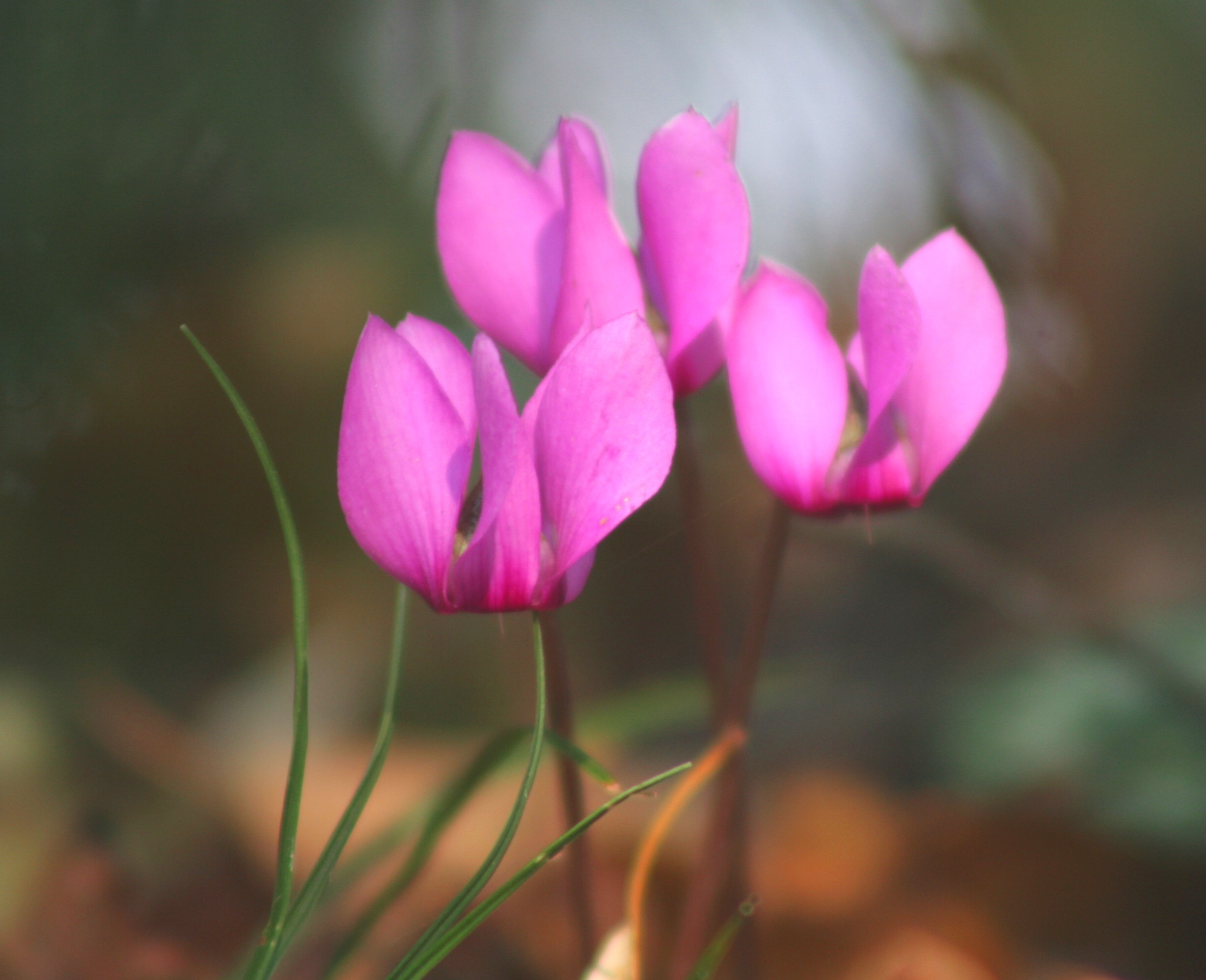
Località Tisoi (BL), 660 m s.l.m. 16/09/2007
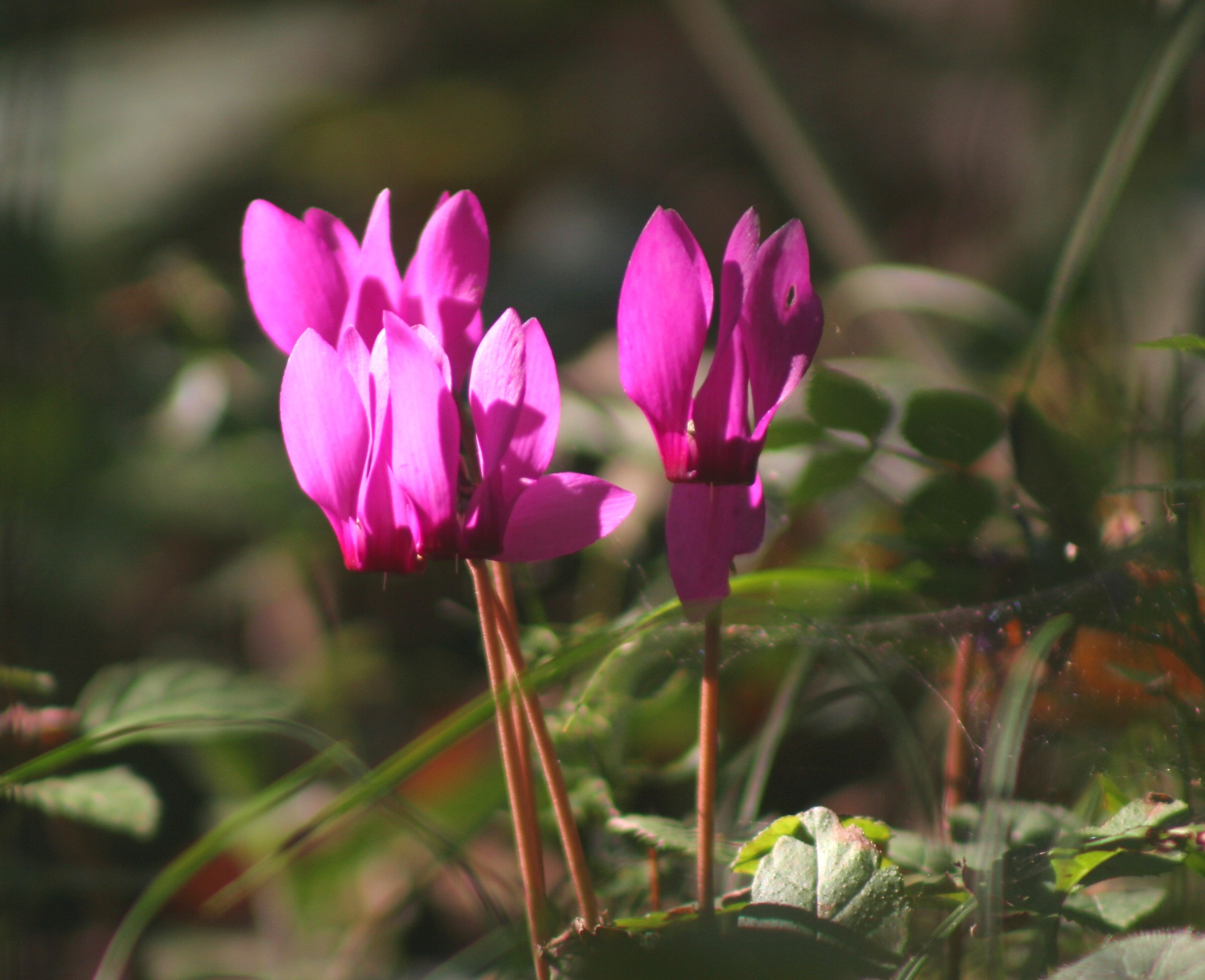
Località Tisoi (BL), 660 m s.l.m. 16/09/2007
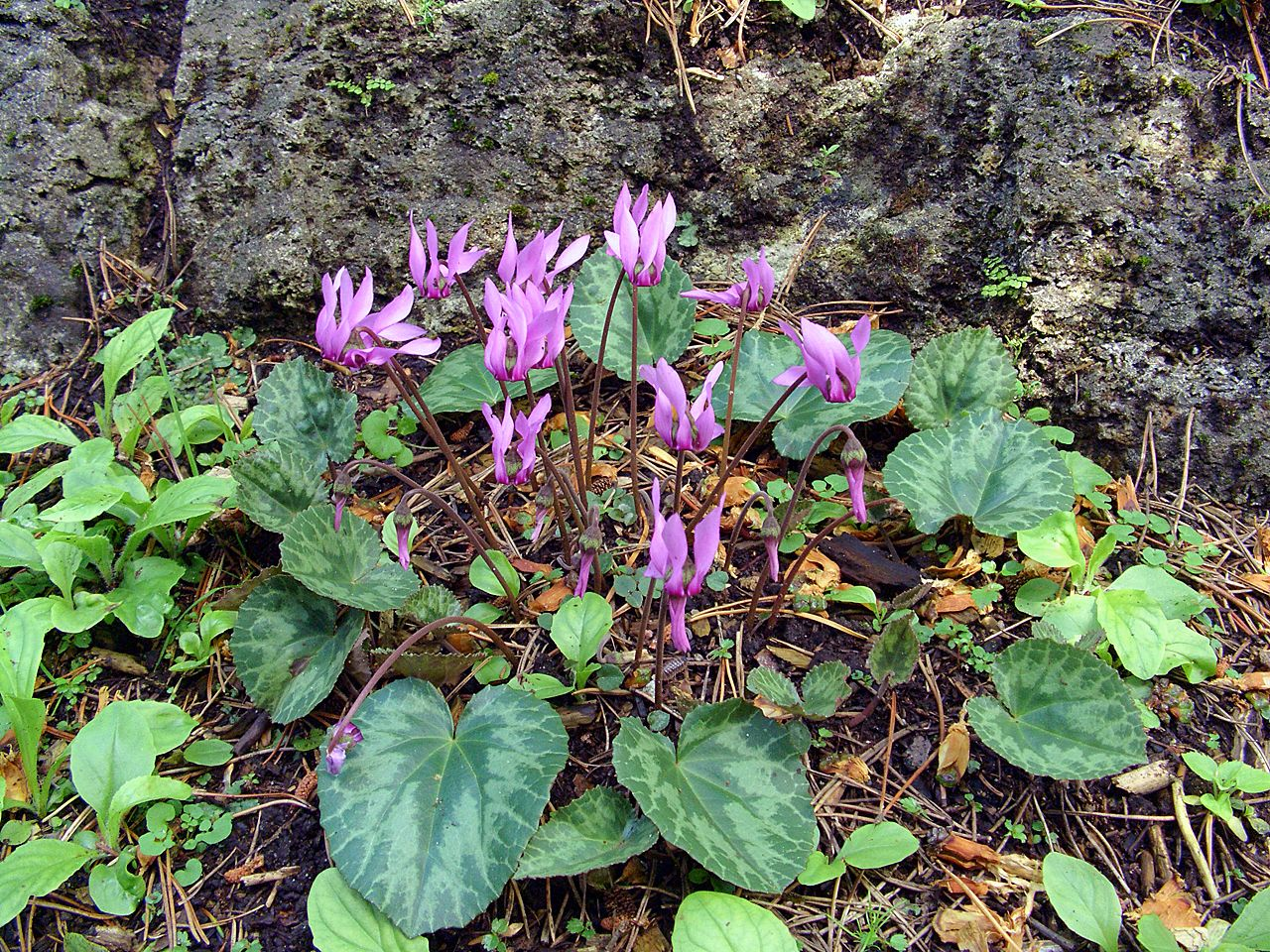
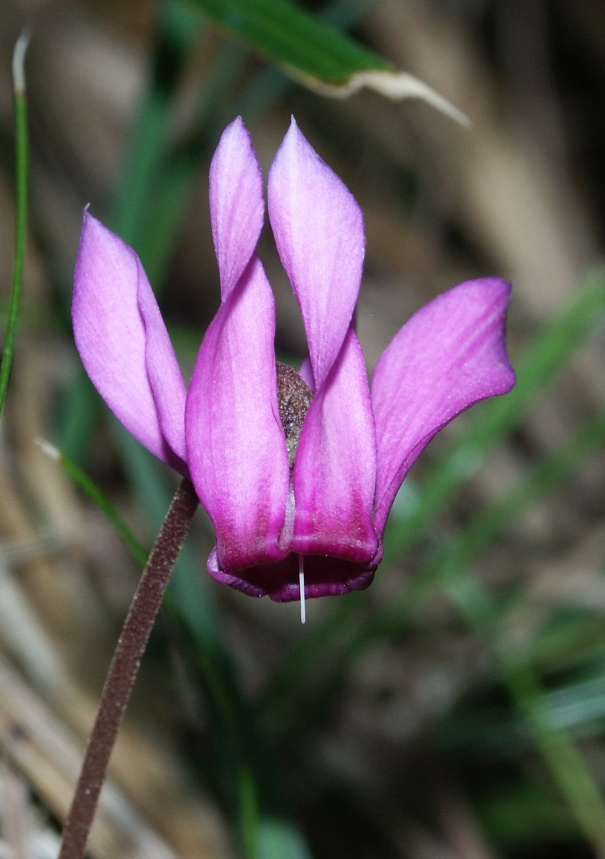